# نيل أوبراين (سياسي)
نيل أوبراين (بالإنجليزية: Neil O'Brien)‏ هو كاتب وسياسي بريطاني، ولد في 6 نوفمبر 1978. نشط حزبياً في حزب المحافظين. في الانتخابات التشريعية البريطانية 2017، انتخب عضو برلمان المملكة المتحدة الـ57 عن دائرة هاربورو وقد انضم خلال فترته النيابية ‏ (8 يونيو 2017 – ) للكتلة البرلمانية حزب المحافظين.